# Ющенко, Галина Васильевна
Галина Васильевна Ющенко (1927 — 2017) — советский и российский учёный-эпидемиолог и инфекционист, доктор медицинских наук (1989), профессор (1999). Заслуженный деятель науки Российской Федерации (1995). Лауреат Государственной премии СССР в области науки и техники (1989).

## Биография
Родилась 26 июля 1927 года в Москве.
В 1951 году окончила педиатрический факультет Второго Московского медицинского института.
С 1951 года начала работать врачом-эпидемиологом на Московской наблюдательной противочумной станции. С 1954 года Г. В. Ющенко по заданию Министерства здравоохранения СССР участвовала в ликвидации чумы в Монголии.
С 1963 года Г. В. Ющенко после защиты кандидатской диссертации  работала в ЦНИИ эпидемиологии МЗ СССР. Занималась вопросами выделения возбудителя псевдотуберкулёза от грызунов. В процессе изучения псевдотуберкулеза Г. В. Ющенко были выделены родственные этим бактериям новые патогены — возбудители иерсиниоза.
Г. В. Ющенко внесла огромный вклад в изучение биологических свойств возбудителей, эпидемиологии и эпизоотологии этих инфекций. По теме «Экологические аспекты эпидемиологии иерсиниоза и псевдотуберкулеза» в 1989 году Г. В. Ющенко была защищена докторская диссертация.  В 1989 году «за внедрение в практику новых методов диагностики, профилактики и лечения псевдотуберкулёза» Г. В. Ющенко была удостоена — Государственной премии СССР.
Г. В. Ющенко принимала активное участие в расследовании вспышек псевдотуберкулеза и иерсиниоза в Москве и других городах страны. С 1995 года Г. В. Ющенко стала совмещать работу в ЦНИИ эпидемиологии МЗ РФ и на кафедре эпидемиологии Российской медицинской академии последипломного образования, где проводила курс лекций по темам: основы эпидемиологии, кишечные, природно-очаговые и новые инфекции.
Под руководством Г. В. Ющенко было защищено 29 кандидатских и 5 докторских диссертаций, ею было запатентовано восемь авторских свидетельств, ею было опубликовано свыше 450 научных работ, подготовлено 15 методических рекомендаций и в 1989 году — два приказа Минздрава СССР. Г. В. Ющенко была членом научных специализированных советов по защите диссертаций, членом редакционных коллегий журналов: «Эпидемиология и инфекционные болезни. Актуальные вопросы» и «Эпидемиология и инфекционные болезни».
Умерла 26 июля 2017 года в Москве.

## Основные работы
- Ющенко Г. В. Библиография научных работ Центрального института эпидемиологии (1963—1972) / Б. Л. Черкасский, Г. В. Ющенко ; Под ред. чл.-кор. АМН СССР проф. В. И. Покровского ; М-во здравоохранения СССР - Москва : Медицина, 1973 г. — 206 с.
- Ющенко Г. В., Колобова Л. Ф., Секретова Т. И. Острые желудочно-кишечные заболевания, вызываемые неагглютинирующимися вибрионами (НАГ-инфекция): Аннот. указ. отеч. и зарубеж. лит. / Под ред. чл.-кор. АМН СССР проф. В. И. Покровского. - Москва : Вып. 1, 1976 г. — 107 с.
- Ющенко Г. В. Кишечные иерсиниозы: Науч. обзор / Под ред. чл.-кор. АМН СССР проф. В.И. Покровского. - Москва : ВНИИМИ, 1977 г. — 85 с.
- Ющенко Г. В. Иерсиниоз : Аннотир. библиогр. указ. отеч. и зарубеж. литературы / М-во здравоохранения СССР. Центр. науч.-исслед. ин-т эпидемиологии. - Москва : [б. и.], 1977 г. — 86 с.
- Ющенко Г. В., Колобова Л. Ф. Острые желудочно-кишечные заболевания, вызываемые неагглютинирующимися (НАГ) вибрионами (некоторые аспекты микробиологии, эпидемиологии и клиники): Науч. обзор / Л. Ф. Колобова, Г. В. Ющенко. - Москва : 1977 г. — 42 с.
- Ющенко Г. В. Псевдотуберкулез : Библиогр. указ. отеч. и зарубеж. литературы за 1952-1976 гг. / Науч. ред. канд. мед. наук Г. В. Ющенко ; М-во здравоохранения СССР. Центр. науч.-исслед. ин-т эпидемиологии. - Москва : [б. и.], 1977 г. — 121 с.
- Ющенко Г. В., Колобова Л. Ф. Менингококковая инфекция: Аннот. библиогр. указ. отеч. и зарубеж. лит. / ЦНИИ эпидемиологии, Ленингр. НИИ эпидемиологии и микробиологии им. Пастера. - Москва : [б. и.],  1977 г. — 76 с.
- Ющенко Г. В., Колобова Л. Ф., Калашникова Г. К. Острые диарейные заболевания: Науч. обзор / [Г.К. Калашникова, Л.Ф. Колобова, Г.В. Ющенко ; Под ред. чл.-кор. АМН СССР проф. В.И. Покровского]. - Москва : ВНИИМИ, 1977 г (вып. дан.: 1978). — 53 с.
- Ющенко Г. В. Острые желудочно-кишечные заболевания, вызываемые неагглютинирующимися вибрионами (НАГ-инфекция) : Аннот. указ. отеч. и зарубеж. лит. /  2-е изд., доп. - М. : М-во здравоохранения СССР, 1978 г. — 149 с.
- Ющенко Г. В. Этиология, эпидемиология, клиника и лабораторная диагностика иерсиниоза человека : Метод. рекомендации для эпидемиологов, микробиологов и инфекционистов / М-во здравоохранения РСФСР; [Сост. Г. В. Ющенко и др.]. - М. : Б. и., 1985 г. — 19 с.
- Ющенко Г. В. Экологические аспекты эпидемиологии иерсиниоза и псевдотуберкулеза / ЦНИИ эпидемиологии. - Москва, 1989 г. — 43 с.
- Ющенко Г. В. Многоуровневое структурное проектирование программ : Теорет. основы, инструментарий / Е. Л. Ющенко, Г. Е. Цейтлин, В. П. Грицай, Т. К. Терзян. - М. : Финансы и статистика, 1989 г. — 207 с. — ISBN 5-279-00233-X
- Ющенко Г. В., Шапошникова А. А.  Актуальные вопросы эпидемиологии инфекционных болезней [Текст] : сборник научных трудов / Российская мед. акад. последипломного образования, Каф. эпидемиологии. - Москва, Вып. 8, 2006 г. — 822 с.
- Ющенко Г. В. Кишечные инфекции. Эпидемиология и профилактика : учебное пособие для врачей / Г. В. Ющенко [и др.] ; М-во здравоохранения и социального развития Российской Федерации, Российская медицинская акад. последипломного образования, Российская акад. естественных наук. - Москва : Гигиена, 2009 г. — 416 с. — ISBN 978-5-904207-06-9

### Публикации
- Ющенко Г. В. Гепатит A: особенности эпидемиологии в период частичной иммунизации / Журнал Эпидемиология и инфекционные болезни № 4,  2010 г. — 10—15 с.
- Ющенко Г. В. Особенности распространения заболеваний, вызванных Acinetobacter spp. в детском многопрофильном стационаре / Журнал Главврач № 7, 2015 г. — 52—59 с.
- Ющенко Г. В. Особенности распространения  заболеваний, вызванных  acinebacter spp в детском многопрофильном стационаре / Журнал Эпидемиология и инфекционные болезни. Актуальные вопросы № 3, 2015 г. — 11—15 с.
- Ющенко Г. В. Сравнительный анализ микроорганизмов, выделенных от больных в отделениях реанимации разного профиля / Журнал Медицинский альманах № 3, 2016 г. — 17—20 с.
- Ющенко Г. В. Эпидемиологическое значение бактериальных плёнок / Журнал МедиАль, №3, 2017 г. — 9—17 с.

## Награды
- Государственная премия СССР в области науки и техники (1989 — «за внедрение в практику новых методов диагностики, профилактики и лечения псевдотуберкулёза»
- Заслуженный деятель науки Российской Федерации (1995 — «за заслуги в научной деятельности»)
- Медали ВДНХ